# 麟潭乡
麟潭乡，是中华人民共和国江西省赣州市崇义县下辖的一个乡镇级行政单位。

## 行政区划
麟潭乡下辖以下地区：
独石村、石下村、麟潭村、华山村、高车村、左泉村和两杰村。